# O Riso É o Limite
O Riso é o Limite foi um programa humorístico, produzido e exibido pela TV Rio de 1961 até 1964, com direção de Carlos Manga. Foi em "O Riso é o Limite" que estrearam na televisão vários comediantes como Tutuca, Zé Trindade, Ankito, Castrinho, Alda Garrido, Eva Todor, entre outros. O programa encerrava com o quadro "Escolinha do Professor Raimundo" do comediante Chico Anysio.
Em julho de 1963, com a saída da maioria do elenco para a TV Excelsior Rio de Janeiro, assumiu a direção do programa Péricles do Amaral que o remodelou colocando J. Silvestre como apresentador e contratando novos comediantes como Olney Cazarré, Rogério Cardoso, Gilberto Garcia, Marly Marley, Ari Toledo e muitos outros.

## Referência
- http://www.tudosobretv.com.br/histortv/tv50.htm